# Maxim Andrejewitsch Ignatowitsch
Maxim Andrejewitsch Ignatowitsch (russisch Максим Андреевич Игнатович; * 7. April 1991 in Nowosibirsk, Russische SFSR) ist ein russischer Eishockeyspieler, der seit Oktober 2019 bei Amur Chabarowsk in der Kontinentalen Hockey-Liga unter Vertrag steht.

## Karriere
Maxim Ignatowitsch begann seine Karriere als Eishockeyspieler in seiner Heimatstadt in der Nachwuchsabteilung des HK Sibir Nowosibirsk, für dessen Profimannschaft er in der Saison 2009/10 sein Debüt in der Kontinentalen Hockey-Liga gab. In seinem Rookiejahr blieb der Verteidiger dabei in acht Spielen punkt- und straflos. Auch in der folgenden Spielzeit stand der Junioren-Nationalspieler im KHL-Kader des HK Sibir, absolvierte in der ersten Saisonhälfte jedoch nur ein weiteres KHL-Spiel. Wie auch im Vorjahr spielte er stattdessen überwiegend für Sibirs Juniorenmannschaft in der multinationalen Nachwuchsliga Molodjoschnaja Chokkeinaja Liga. Innerhalb der MHL wechselte er gegen Ende der Spielzeit zu Stalnyje Lissy Magnitogorsk.
Zu Beginn der Saison 2011/12 wurde Ignatowitsch beim Wysschaja-Liga-Teilnehmer Kristall Saratow eingesetzt, kehrte aber im Saisonverlauf wieder in den Kader von Sibir zurück.

### International
Für Russland nahm Ignatowitsch an der U20-Junioren-Weltmeisterschaft 2011 teil, bei der er mit seiner Mannschaft die Goldmedaille gewann. Zum Titelgewinn trug er mit einer Torvorlage in sieben Spielen bei.

## Erfolge und Auszeichnungen
- 2011 Goldmedaille bei der U20-Junioren-Weltmeisterschaft

## KHL-Statistik
(Stand: Ende der Saison 2018/19)